# Complexe lagunaire de Canet
Complexe lagunaire de Canet este o arie protejată (sit de importanță comunitară — SCI) din Franța întinsă pe o suprafață de 1.872 ha, integral pe uscat.

## Localizare
Centrul sitului Complexe lagunaire de Canet este situat la coordonatele 42°40′05″N 3°00′48″E / 42.66806°N 3.01333°E.

## Înființare
Situl Complexe lagunaire de Canet a fost declarat arie specială de conservare în baza directivei 92/43 din 1992 referitoare la conservarea habitatelor naturale și a faunei și florei sălbatice pentru a proteja un număr necunoscut de specii din flora spontană și fauna sălbatică aflate în arealul zonei.

## Biodiversitate
Situată în ecoregiunea mediteraneană, aria protejată conține 11 habitate naturale: Lagune de coastă, Pășuni mediteraneene udate de apa mării (Juncetalia maritimi), Tufărișuri halofile mediteraneene și termo-atlantice (Sarcocornetea fruticosi), Dune de pe litoral fixate cu Crucianellion maritimae, Pajiști umede mediteraneene cu ierburi înalte de Molinio-Holoschoenion, Salicornia și alte specii anuale care populează regiunile mlăștinoase și nisipoase, Stepe sărăturate mediteraneene (Limonietalia), Dune mobile de-a lungul țărmului cu Ammophila arenaria („dune albe”), Dune cu vegetație ierboasă Malcolmietalia, Iazuri temporare mediteraneene, Râuri cu maluri nămoloase cu vegetație de Chenopodion rubri p.p. și Bidention p.p..
La baza desemnării sitului se află un număr nedeclarat de specii protejate.